# Eckart Menzler-Trott
Eckart Menzler-Trott (geboren 1. Juni 1953; gestorben 17. Januar 2017 in München) war ein deutscher Autor, Biograf von Gerhard Gentzen und Fachmann für Callcenter-Marketing. Außerdem verfasste er kritische und erzählerische Beiträge, die unter anderem in TransAtlantik, Der Bote und FORVM erschienen.

## Leben
Menzler studierte 1974 bis 1980 Mathematik und Philosophie in Berlin, München und Frankfurt am Main und arbeitete anschließend als Werbeleiter, Lektor, freier Journalist und Schriftsteller. Von 1990 an arbeitete er bei verschiedenen Firmen im Bereich Callcenter-Management, ab 1999 war er Geschäftsführer einer Freisinger Firma für Unternehmensberatung.
2001 erschien Menzlers Biografie des Mathematikers und Logikers Gerhard Gentzen. Gegenstand war neben dem Leben Gentzens das Schicksal der mathematischen Logik in Deutschland unter der Herrschaft der Nationalsozialisten, die eine „Deutsche Mathematik“ zu etablieren suchten. 2007 erschien eine englische Bearbeitung der Biografie von Craig Smorynski und Edward Griffor bei der American Mathematical Society.
Ab 1981 gab er zusammen mit Heike Maas die Zeitschrift Katabole heraus, die allerdings bereits nach der zweiten Nummer eingestellt werden musste. Von 2006 bis 2010 gab er zusammen mit Bernhard Raestrup und Beatrix Woyth die Online-Zeitschrift Diadiss. Magazin für Kultur, Wissenschaft und Gesellschaft heraus.
Am 17. März 2017 wurde er auf der Sonnenbichl-Wiese in Lippertskirchen bei Bad Feilnbach anonym bestattet.

## Schriften
- Call-Center-Management. Ein Leitfaden für Unternehmen zum effizienten Kundendialog. Beck, München 1999, ISBN 3-406-43262-X.
- Call-Center-Lösungen. Wege zur profitablen Kundenkommunikation. IM-Marketing-Forum, Ettlingen 2000, ISBN 3-930047-44-6.
- mit Christa Hasenmaile: Arbeitnehmer im Call-Center. Situation – Rechte – Gestaltungsmöglichkeiten. Bund-Verlag, Frankfurt am Main 2000, ISBN 3-7663-3224-4.
- Gentzens Problem. Mathematische Logik im nationalsozialistischen Deutschland. Mit einem Essay von Jan von Plato. Birkhäuser, Basel 2001, ISBN 3-7643-6574-9. Englische Bearbeitung von Craig Smorynski und Edward Griffor: Logic's Lost Genius. The Life of Gerhard Gentzen. Reihe History of Mathematics, Band 33. American Mathematical Society, Providence, RI und London Mathematical Society, London 2007, ISBN 978-0-8218-3550-0.
- mit  Markus Hahnel (Hg.): Call-Center-Evolution. Standards für effiziente Kunden- und Mitarbeiterbeziehungen. Vahlen, München 2002, ISBN 3-8006-2506-7.